# Второй Севернский мост
Второй Севернский мост (англ. Second Severn Crossing, валл. Ail Groesfan Hafren) — автомобильный вантовый мост через реку Северн, соединяющий берега Англии и Уэльса. Расположен ниже по течению реки, чем старый Севернский мост, и отделяет её русло от дельты в устье реки. По мосту, открытому 5 июня 1996 года Принцем Уэльским, пролегает автострада M4.

## Конструкция
Общая длина моста равняется 5,128 км. Главный пролёт, поддерживаемый двумя 137-метровыми пилонами,  длиной 456 м, , пролёты собраны из сегментов и покоятся на 49 быках. Расстояния между быками одинаковы: 98,11 м. Высота главного пролёта над водным зеркалом — 37 м. При взгляде на мост с птичьего полёта его форма представляет собою вытянутую букву S.

## История
Первое упоминание о переправе через Английские Камни относится ко временам Английской революции: принц Руперт пересёк реку в этом месте, а круглоголовые поверили словам перевозчиков о безопасности здешних вод и утонули. В 1715 году семья Льюис (Lewis) открыла коммерческую переправу между Пильнингом и Садбруком, которая для отличия от существовавшей «Старой» переправы (Old Passage — на месте нынешнего Севернского моста) стала называться «Новой» (New Passage) и занялась перевозкой пассажиров и почты между Бристолем и Южным Уэльсом. В 1825 году переправа перешла под управление «New Passage Association», организовавшей пароходное сообщение, но суда «Старой» переправы были быстрее, и почтовое ведомство переместило свои операции туда. Доходы «Новой» переправы резко сократились.
В 1863 г. по обоим берегам реки Северн были проложены железнодорожные пути и станции, примыкающие к этим путям, оказались ближе к «Новой» переправе, чем к «Старой». Поток пассажиров и грузов вновь возрос, и переправа начала быстро обустраиваться: возникла гостиница (The New Passage Hotel), были построены променад, чайные домики и 543 метровый причал с железнодорожным полотном. Однако процветание оказалось недолгим: в 1886 г. под Северном пробили железнодорожный тоннель и переправа закрылась — функционировать осталась только гостиница.
О закрытой переправе вспомнили в 1984 г., когда движение по старому Севернскому мосту значительно выросло и он перестал справляться. В 1986 г. британское правительство приняло решение строить через Английские Камни второй мост в дополнение к мосту уже существующему и проложить по нему автостраду M4. К 1990 г. провели серию изысканий и окончательно утвердили новое местоположение оси моста, которое оказалось очень близко к Севернскому железнодорожному тоннелю, а на английском берегу даже пересекалось с его осью. В том же году состоялись тендерные торги, на которых определились будущие строители. Победители образовали в октябре 1990 г. компанию «Severn River Crossing plc», которая взялась возвести новый мост, а по окончании его постройки управлять обоими мостами — и старым, и новым.
В 1992 г. парламентом был принят билль о новом мосте (Severn Bridges Act), что позволило в апреле того же года начать строительные работы. Завершили Второй Севернский мост через 4 года, открыли при участии Принца Уэльского 5 июня 1996 г.
Первоначально за проезд по мосту из Англии в Уэльс взималась плата (из Уэльса в Англию — бесплатно), которая в соответствии с биллем каждый год индексировалась.
В июле 2017 года министр по делам Уэльса Алан Кэрнс объявил, что отмена взимания пошлины за проезд по мосту ожидается к концу 2018 года, добавляя, что вследствие этого экономика Южного Уэльса будет прибавлять по 100 миллионов фунтов ежегодно. В сентябре 2017 года Кэрнс подтвердил свои слова. В октябре  2018 года было объявлено, что все строения сборочных пунктов будут демонтированы к 17 декабря.